# جادزي رابادانوف
جادزي رابادانوف (بالروسية: Гаджи Кадиомарович Рабаданов؛ مواليد 1 يوليو 1993) هو مُقاتل فنون قتالية مختلطة روسي.

## وصلات خارجية
- جادزي رابادانوف على موقع شيردوغ (الإنجليزية)
- جادزي رابادانوف على موقع Tapology.com (الإنجليزية)